# Ħaġar Qim

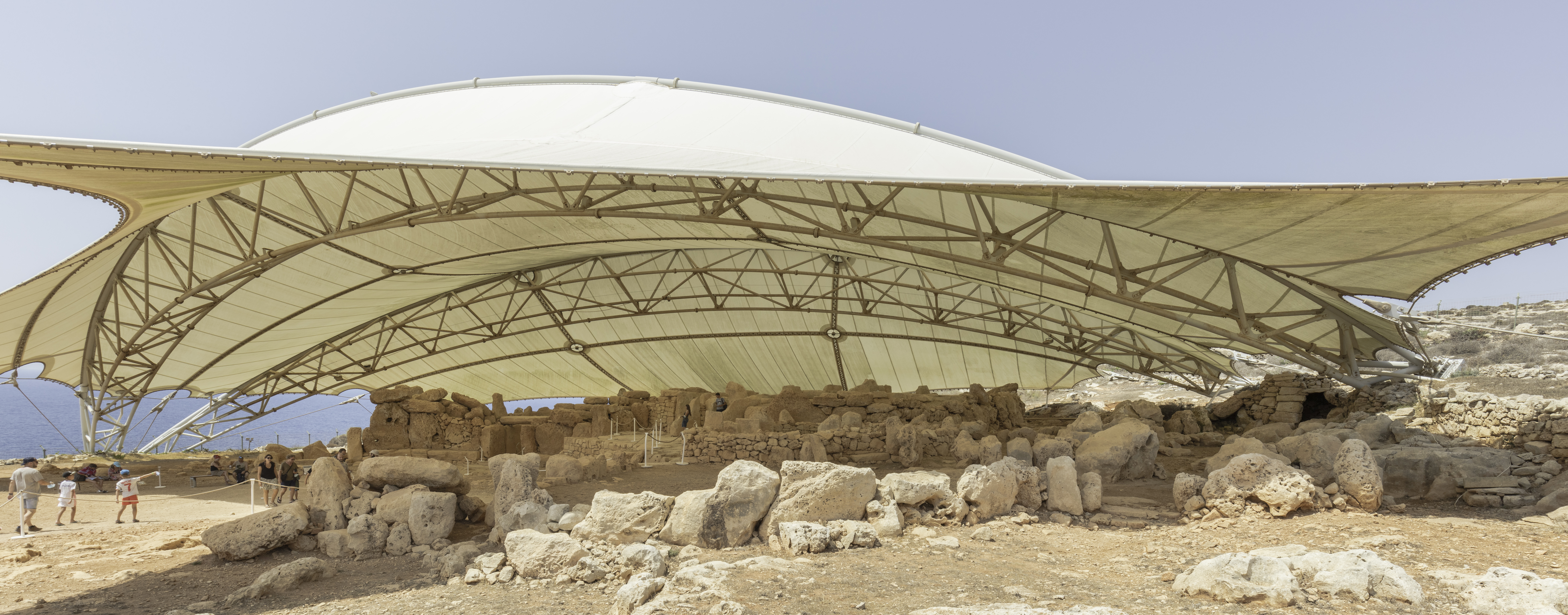
Vista general del sitio.

Hagar Qim (en maltés Ħaġar Qim) es un templo megalítico de Malta que data del período Ġgantija (entre 3600 y 3200 a. C.). Se encuentra en la cima de una colina en el sur de la isla de Malta y a 2 km al suroeste del poblado de Qrendi. 
A 500 m se encuentra el sitio de Mnajdra. La zona aledaña ha sido declarada Parque Patrimonial. 
En 1992, la Unesco declaró Hagar Qim Patrimonio de la Humanidad.

## El complejo de Hagar Qim
El complejo de Hagar Qim consiste en un templo principal y tres estructuras megalíticas próximas. El templo principal fue construido entre 3600 y 3200 a. C., sin embargo, las ruinas del norte son mucho más antiguas. La entrada exterior sirve como un pasaje interior que conecta con seis grandes cámaras. El muro exterior está construido con grandes bloques en posición vertical, creando así un edificio extremadamente sólido. Este pasaje de entrada y primera sala siguen el patrón de los templos megalíticos de Malta, pero conforme la construcción avanzó, este diseño fue modificado considerablemente.
Uno de sus muros contiene el mayor megalito maltés: mide cerca de 5,2 m y pesa unas 57 toneladas.
Su decoración consiste en motivos vegetales y espirales. Hay un altar decorado en sus cuatro lados.  
Durante las excavaciones se encontraron en su interior varias estatuas de "mujeres gordas", que están expuestas en el Museo Nacional de Arqueología de La Valeta.

## Galería de imágenes

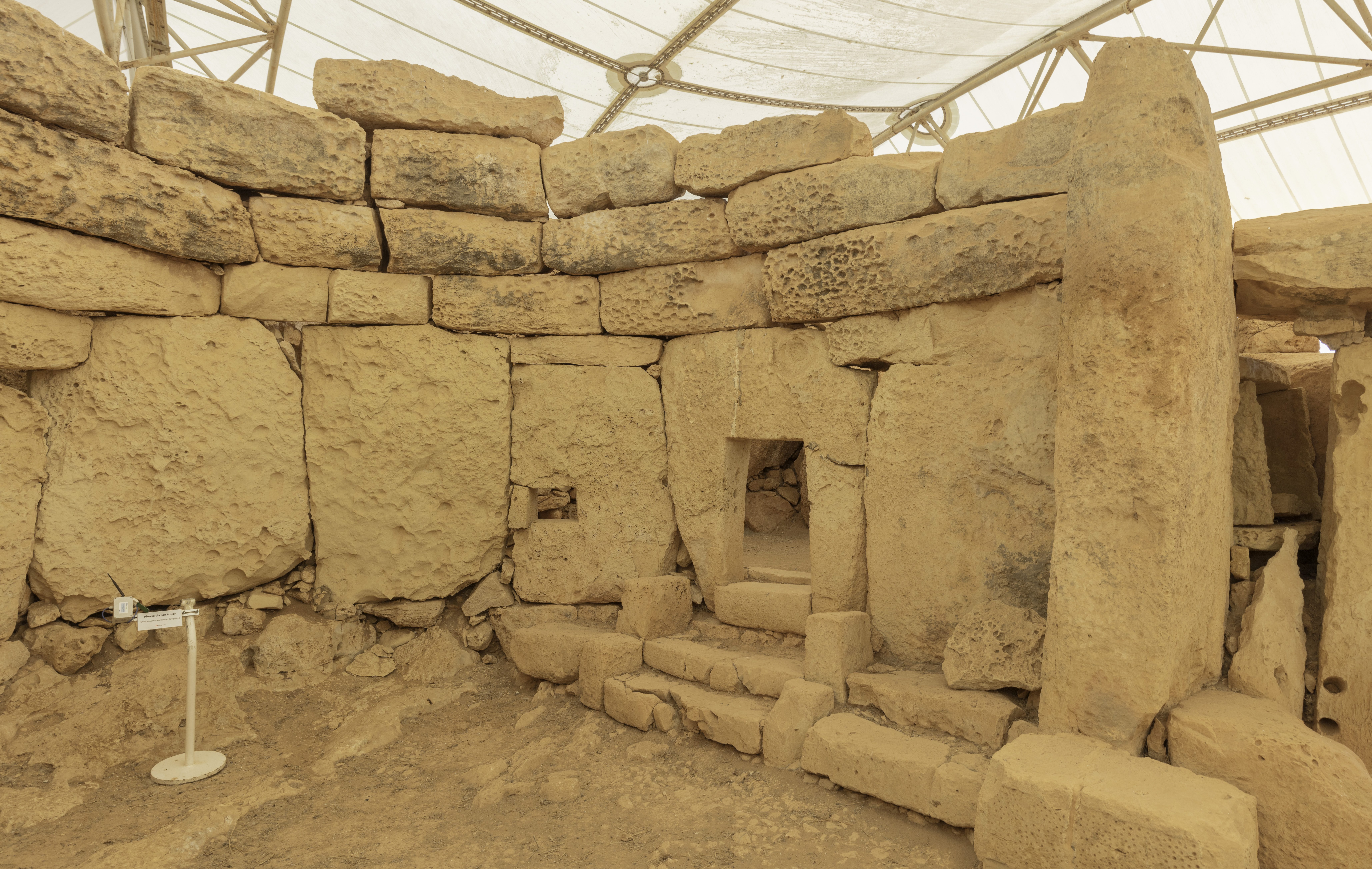
Cámara semicircular.
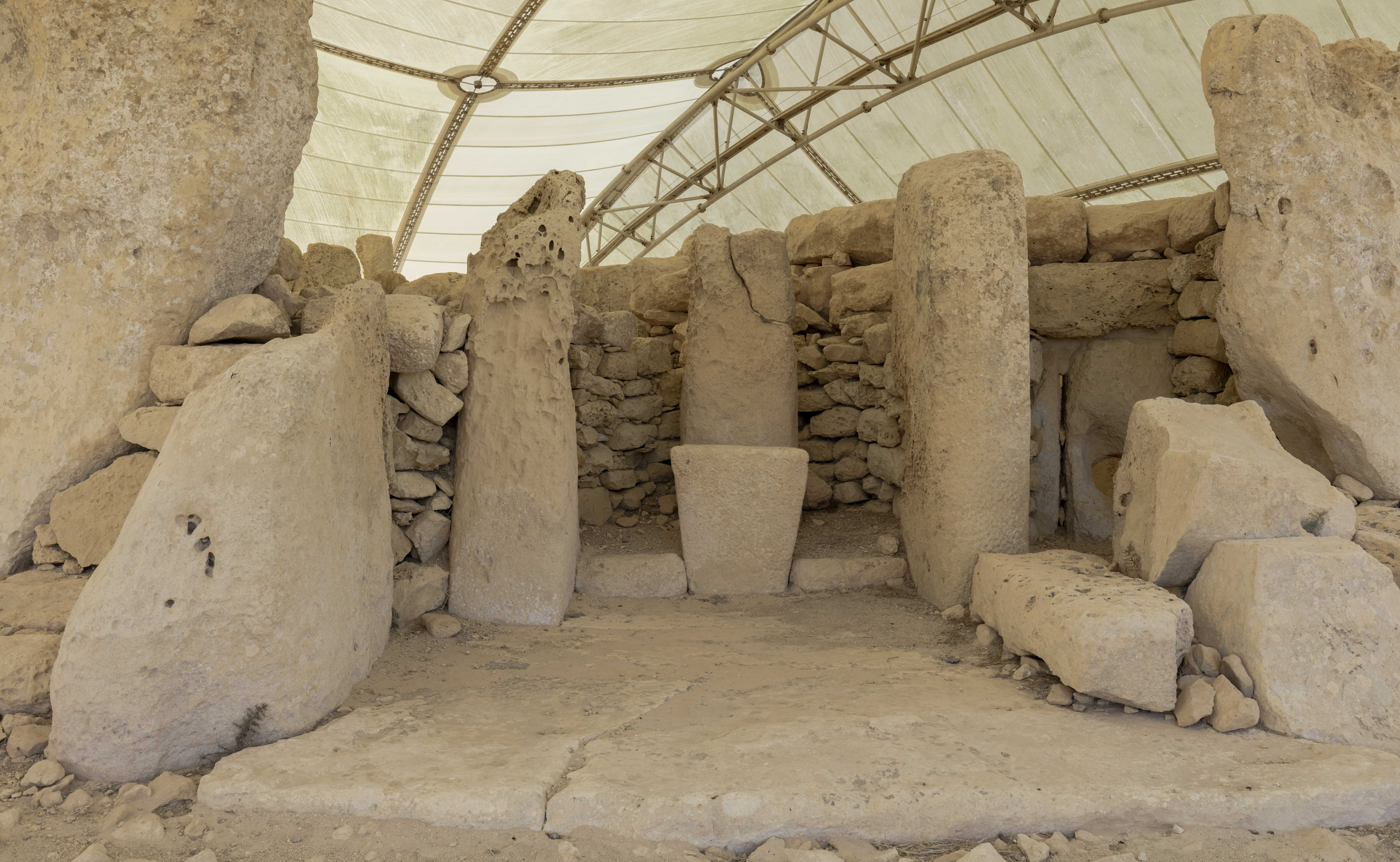
Columnas.
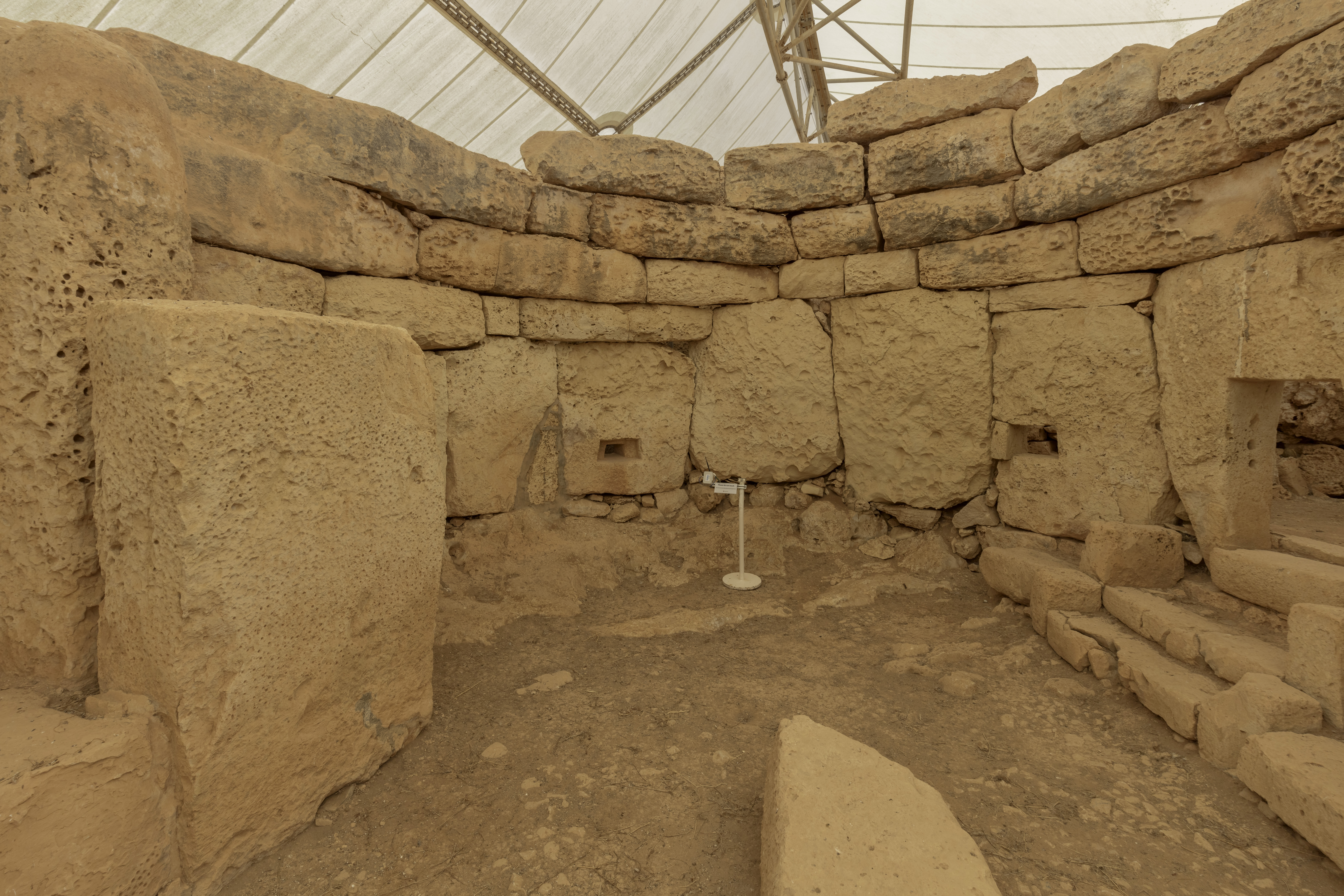
Vista de una de las cámaras.
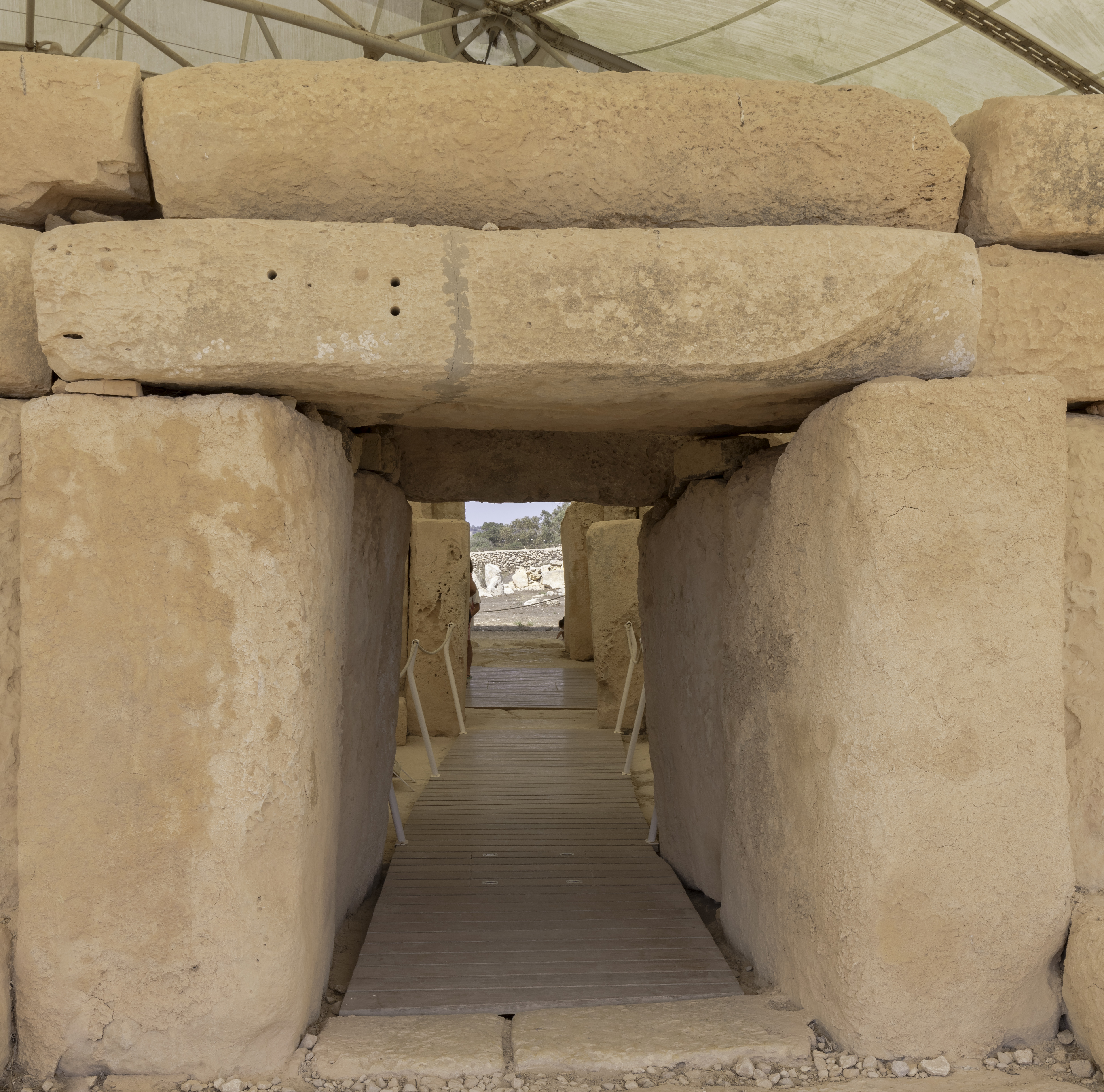
Puerta.
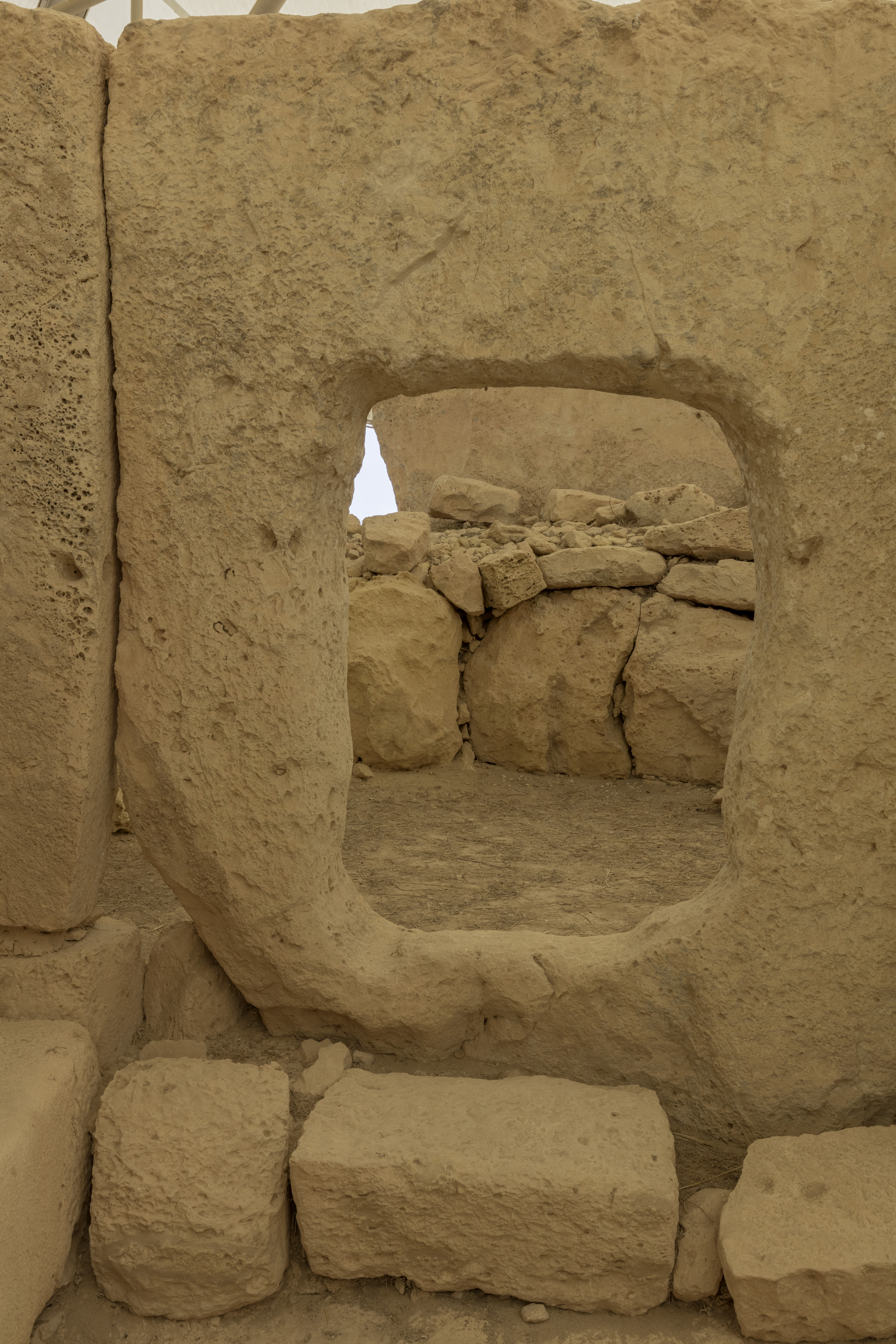
Apertura.
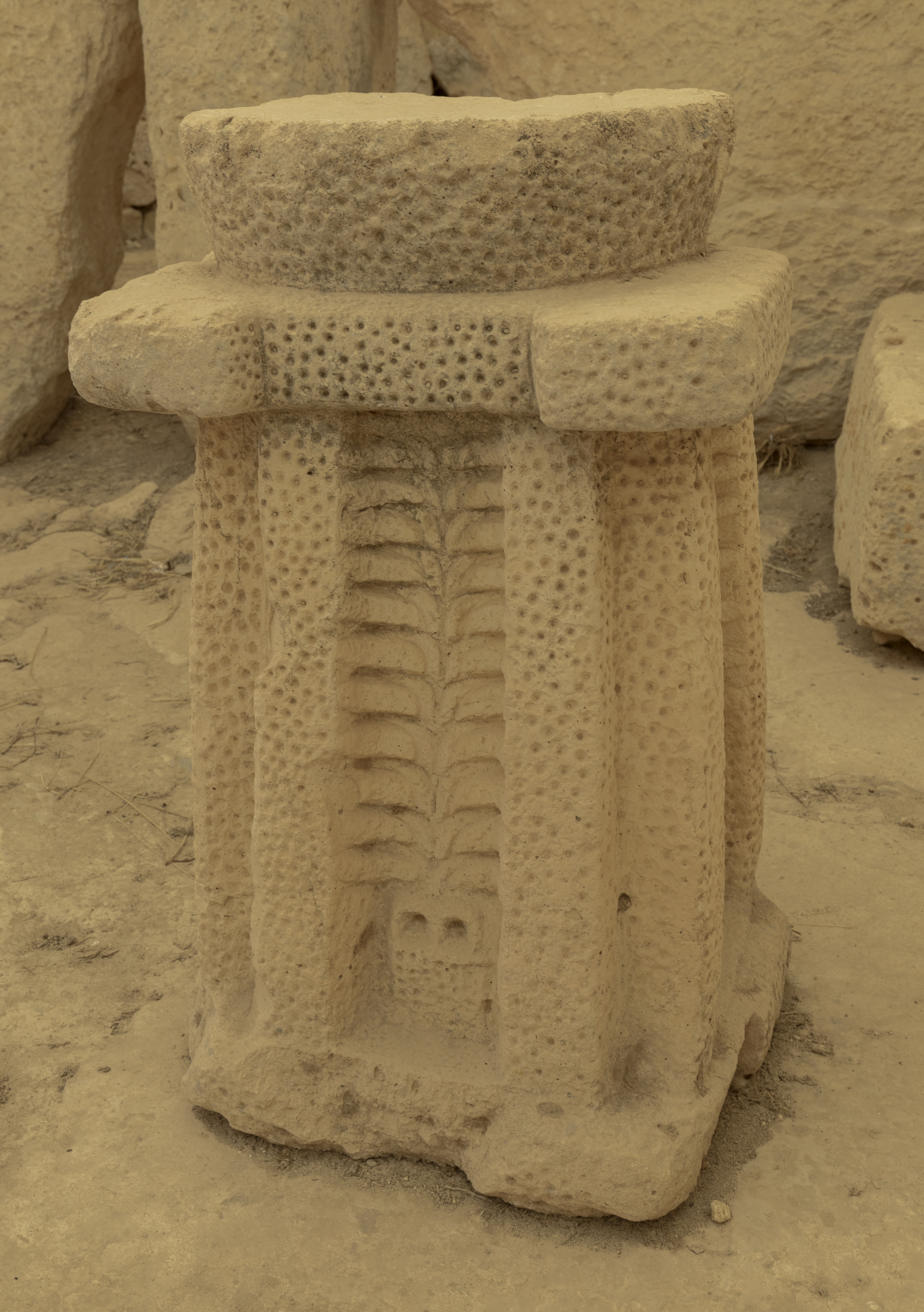
Elemento arquitectónico.
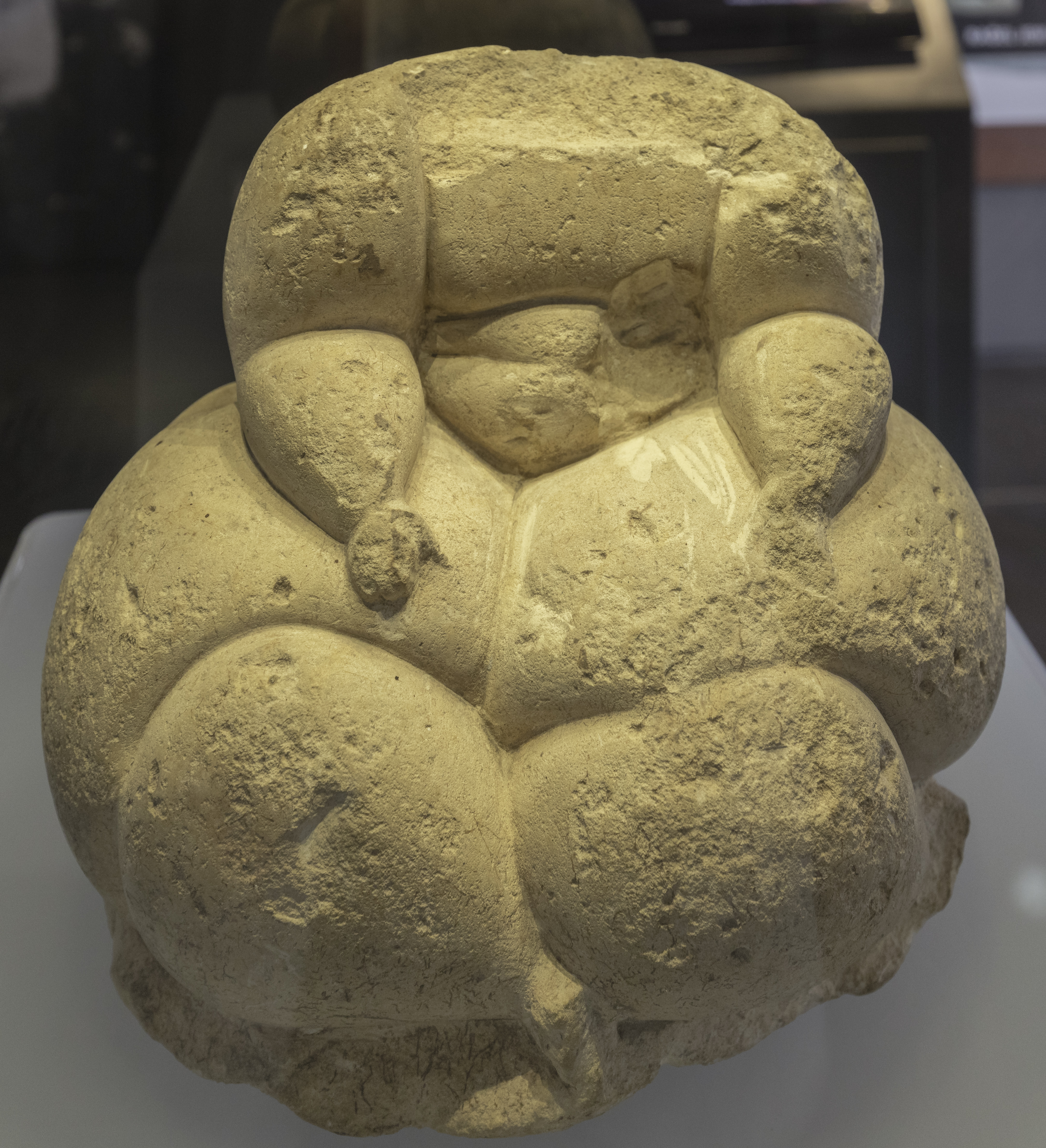
Estatua de "mujer gord" encontrada en Ħaġar Qim.